# Maytenus dasyclada
Maytenus dasyclada är en benvedsväxtart som beskrevs av Carl Friedrich Philipp von Martius. Maytenus dasyclada ingår i släktet Maytenus och familjen Celastraceae. Inga underarter finns listade.